# Комп'ютерна томографія
Комп'ютерна томографія (КТ; від грец. tomos — шар) — метод медичної візуалізації, в основі якого є рентгенівське сканування, при якому пучок рентгенівського променя пошарово та поступово проходить через тонкий шар тканин людського тіла в різних напрямках. У вузькому сенсі (в якому вживається значно частіше), синонім терміна рентгенівська комп'ютерна томографія, оскільки саме цей метод поклав початок сучасної томографії. З її допомогою можна визначити стан будь-якого органу людини, його розміри, положення, форму, стан поверхні, його функції та щільність. За допомогою КТ можна переглянути навіть будову системи кровообігу
Перед проведенням КТ використовують контрастні речовини для кращої візуалізації досліджуваного органу чи систем(-и). Сучасні КТ дають змогу одержати зображення дуже тонких шарів — від 0,5 до 10 мм. Зображення може бути площинним (2D) і об'ємним (3D), при цьому зображення можна збільшувати, зменшувати, повертати, крутити, переглядати зверху та знизу і т. ін.
У США використання КТ з 1993 року зросло утричі і становить приблизно до 70 млн.

## Історія методу
Метод 1972 року запропонували Годфрі Гаунсфілд і Аллан Кормак, нагороджені за цю розробку Нобелівською премією 1979 року. Метод заснований на вимірюванні і складній комп'ютерній обробці різниці ослаблення рентгенівського випромінювання різними за щільністю тканинами.
Перші математичні алгоритми для КТ 1917 року розробив австрійський математик Йоган Радон (див. Перетворення Радона). Фізичною основою методу є експоненційний закон ослаблення випромінювання, який справедливий для чисто поглинальних середовищ. У рентгенівському діапазоні випромінювання експоненційний закон виконується з високим ступенем точності, тому розроблені математичні алгоритми були вперше застосовані саме для рентгенівської комп'ютерної томографії.
1963 року американський фізик Аллан Кормак повторно (але відмінним від Радона способом) вирішив завдання томографічного відновлення, а в 1969 році англійський інженер-фізик Г. Хаунсфілд з фірми EMI Ltd. сконструював «ЕМІ-сканер» (англ. EMI-scanner) — перший рентгенівський комп'ютерний томограф, клінічні випробування якого пройшли 1972 року.

## Використання
КТ можна оглядати будь-яку частину тіла, але найчастіше використовують при огляді таких частин тіла як:
- м'які тканини;
- таз;
- кровоносні судини;
- легені;
- мозок;
- живіт;
- кістки.

При КТ головного мозку знімок виходить досить чітким, що дозволяє лікареві краще оцінити стан хворого, поставити діагноз і спрогнозувати відповідне лікування, це стосується й інших органів тіла. Також досить часто можна попередити інсульт або оцінити небезпеку отриманих травм головного мозку.
КТ-обстеження також є хорошим способом для діагностування будь-якого виду онкопухлин. КТ кісток дає чіткі знімки самих кісток, великих кровоносних судин, м'язів та нервів.

## Контрастна речовина
Контрастною речовиною називають спеціальний барвник, який потрібен для проведення КТ деяких органів або тканин тіла. Вони потрібні для того, щоб краще «освітити» обстежувану ділянку. Контрастна речовина блокує рентгенівські промені і з'являється біле забарвлення на знімку, яке акцентує свою увагу на потрібному лікареві органі (наприклад, кишка, легені, мозок, кровоносні судини та ін.).
Контрастну речовину можуть ввести різними шляхами, наприклад:
- Перорально. При скануванні стравохода чи живота, як варіант, можна вводити контрастну речовину через ротову порожнину. Ця рідина може бути неприємною на смак;
- Ін'єкційно. Контрастну рідину також можуть вводити за допомогою внутрішньовенної ін'єкції. Це покращить видимість на зображенні сечового та жовчного міхурів, печінки чи кровоносних судин.
- За допомогою барійної клізми. В цьому випадку контрастна речовина буде містити барій, який введуть через пряму кишку за допомогою клізми[7]. Цю процедуру роблять перед КТ кишечника. Пацієнт при цьому може відчувати дискомфорт. Окрім барію можуть використовувати також і йод. Вони є найбільш часто використовуваними елементами[8] для такого роду процедур.

## Підготування
Перед процедурою слід одягнути медичний халат. Металеві прикраси, такі як сережки, протези, персні, шпильки для волосся, пірсинг, слухові апарати, краще зняти під час процедури, оскільки вони можуть повпливати на результат обстеження. Не слід вживати їжу та пити багато води за декілька годин до обстеження, оскільки пацієнтові будуть вводити контрастну речовину. Щоб запобігти алергічній реакції, слід повідомити лікарю про відомі вам алергени. Також не слід приймати ліки до процедури.

## Види КТ
Залежно від природи променів виділяють такі види КТ:
- Рентгенологічна комп'ютерна томографія (РКТ);
- Томографія з використанням електромагнітних полів (МРТ);
- Томографію з використанням електромагнітного випромінювання (позитронно-емісійна томографія (ПЕТ)).

## Показання
Основними показаннями до КТ є:
- патології різних внутрішніх органів: легенів, стравоходу, аорти, серця, діагноста ракових пухлин чи метастазів;
- перед проведенням хірургічних операцій, щоб хірург міг чітко бачити ту чи іншу проблему[4];
- абсцеси, у тому числі абсцес легенів, кісти, пухлини, збільшення лімфовузлів, кровотечі, наявність чужорідного тіла, апендицит, дивертикуліт, запалення кишечника;
- камені в сечовому міхурі або нирках, закупорювання сечовивідних шляхів;
- діагностика жовтяниці;
- панкреатит;
- проблеми з органами малого таза, фаллопієвими трубами і передміхуровою залозою;
- хвороби суглобів.

## Протипоказання
Оскільки під час цієї процедури людина отримує певну дозу опромінення, то вона не бажана:
- в період вагітності, оскільки є ризик, що рентгенівські промені завдадуть шкоди плодові[3][4];
- без особливої необхідності маленьким дітям.

Наявність у пацієнта сторонніх металевих предметів у організмі не протипоказано, як при МРТ (дозволені лише певні метали), але може погіршити результат дослідження.
Таблиця наочно демонструє основні протипоказання до КТ, їхні обґрунтування та можливі рішення, що дозволяють підвищити ефективність і безпеку процедури для пацієнтів:
| Протипоказання                 | Обґрунтування | Рішення                                                                                         |
| ------------------------------ | --- | ----------------------------------------------------------------------------------------------- |
| Вагітність                     | Іонізуюче випромінювання може негативно впливати на розвиток плода, підвищуючи ризик аномалій або порушень.        | Використання альтернатив (УЗД, МРТ без контрасту).                                              |
| Алергія на контрастні речовини | Контрастні речовини на основі йоду можуть викликати алергічні реакції: від легкого висипу до анафілактичного шоку. | Проведення алергопроб, використання антигістамінних препаратів, або виконання КТ без контрасту. |
| Ниркова недостатність          | Контраст може викликати контраст-індуковану нефропатію, оскільки нирки не встигають виводити речовину.             | Оцінка функції нирок (рівень креатиніну, ШКФ), мінімізація дози контрасту або інші методи.      |
| Тяжкий стан пацієнта           | Пацієнт у критичному стані може не витримати процедури через її тривалість або нерухомість.                        | Використання менш стресових методів або стабілізація стану перед обстеженням.                   |
| Металеві імплантати            | Метал створює артефакти, які знижують якість зображень.                                                            | Використання сучасних апаратів із корекцією артефактів.                                         |
| Діти                           | Чутливість до радіації через активний ріст клітин підвищує ризики пошкоджень.                                      | Використання мінімальних доз випромінювання або альтернативних методів (УЗД, МРТ).              |
| Клаустрофобія та тривожність   | Пацієнти можуть відчувати панічні атаки під час процедури.                                                         | Застосування заспокійливих препаратів або відкритих апаратів КТ.                                |

## Комбінування
Іноді КТ використовують разом із ПЕТ в одній процедурі. КТ створює анатомічне зображення органа і структуру тіла, а ПЕТ створює кольоровий малюнок, який показує хімічну або іншу функціональну зміну в тканинах тіла. Використання КТ разом з ПЕТ надає кращого зображення локалізації пухлини і її розвитку, а також метастаз. Особливо важливим воно є при огляді хворого на рак. Це комбінування є набагато ефективнішим, аніж їхнє поодиноке використання.

## Результати
Протягом декількох років декілька видань опублікували наукові статті, у яких було спрогнозовано, що тисячі людей у майбутньому можуть отримати рак внаслідок іонізуючого випромінення. Було оцінено, що приблизно 29 000 майбутніх ракових захворювань можуть бути пов'язані з КТ, такі результати були отримані в США у 2007 році.

### Книги
- Основи медичної інформатики: Підручник / Л. О. Момоток, Л. В. Юшина, О. В. Рожнова. — К.: Медицина, 2008. — С. 166—168. ISBN 978-966-8144-74-5
- Seeram, Euclid (2023). Computed tomography: physical principles, patient care, clinical applications, and quality control (5th edition). Maryland Heights, Missouri. ISBN 978-0-323-79063-5

### Журнали
- American Journal of Roentgenology
- Seminars in Roentgenology